# فان زيندونغ
فان زيندونغ (مواليد 22 يناير 1997) هو لاعب تنس طاولة صيني وهو المصنف رقم 1 حالياً.